# Alopecosa
Alopecosa är ett släkte av spindlar som beskrevs av Simon 1885. Alopecosa ingår i familjen vargspindlar.

## Bildgalleri

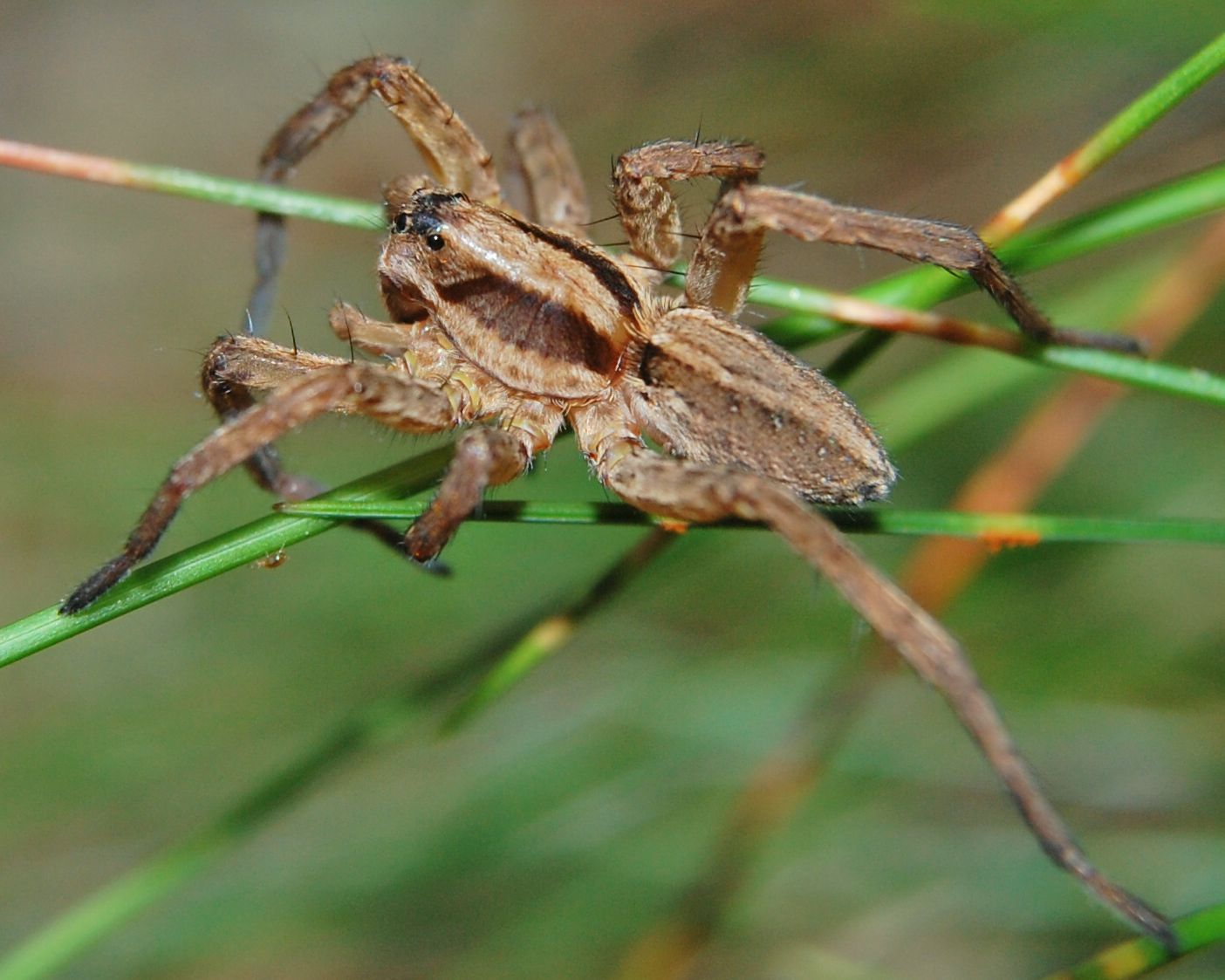
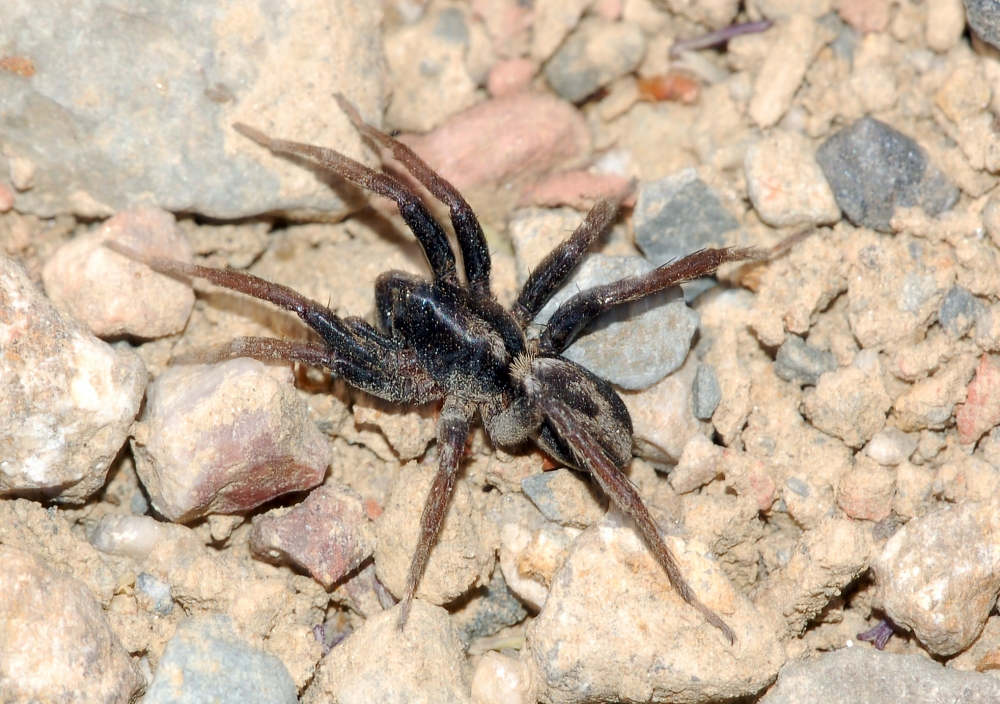
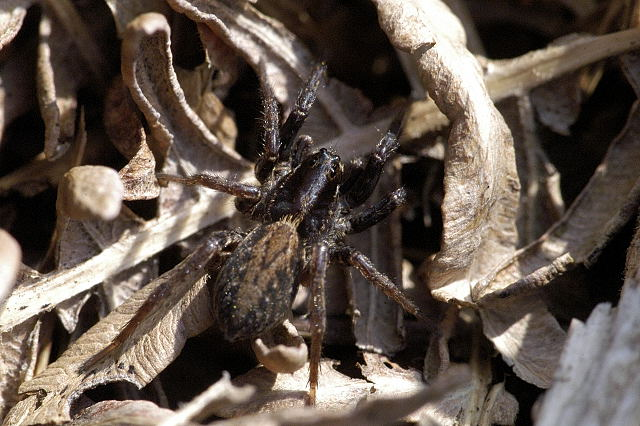
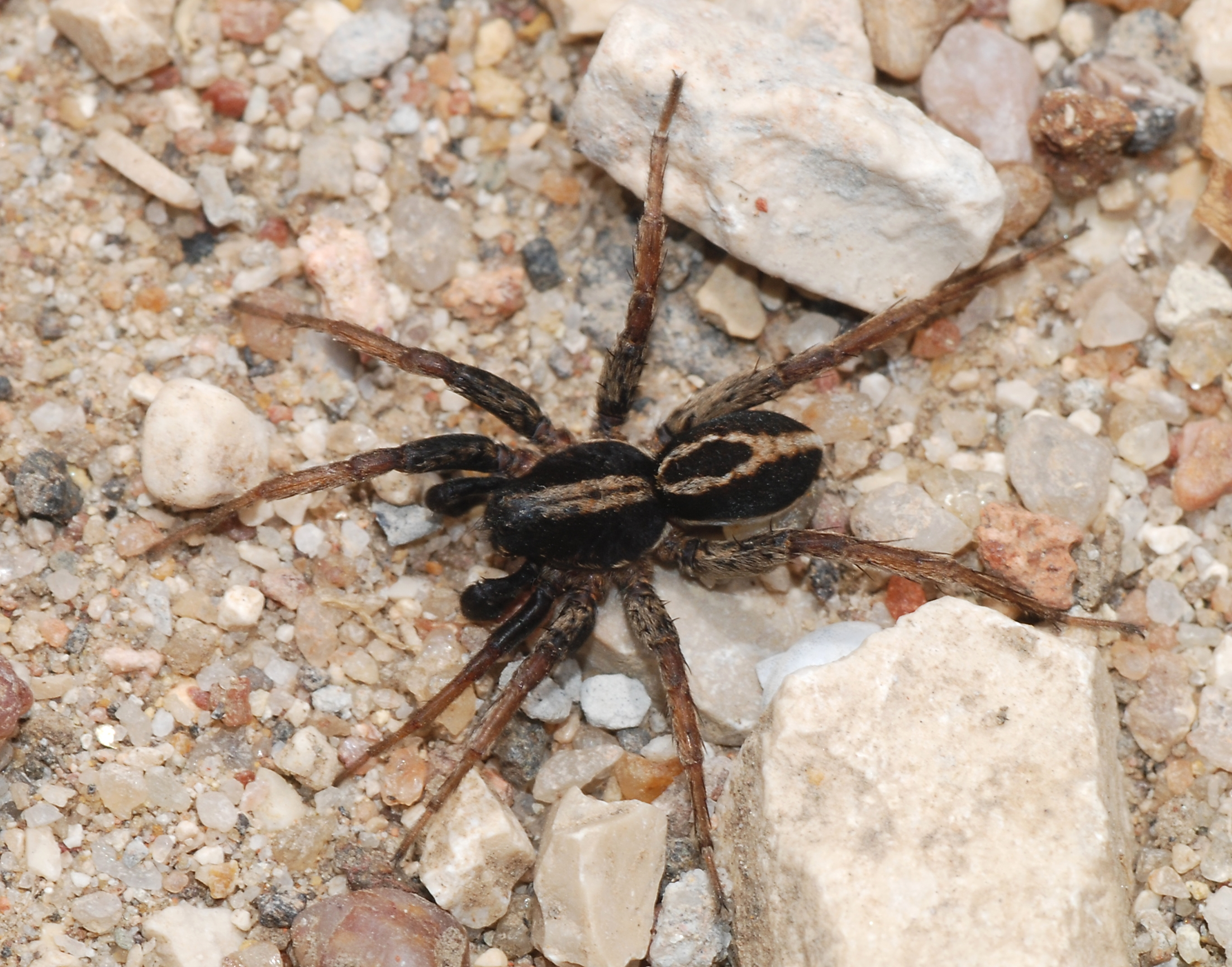
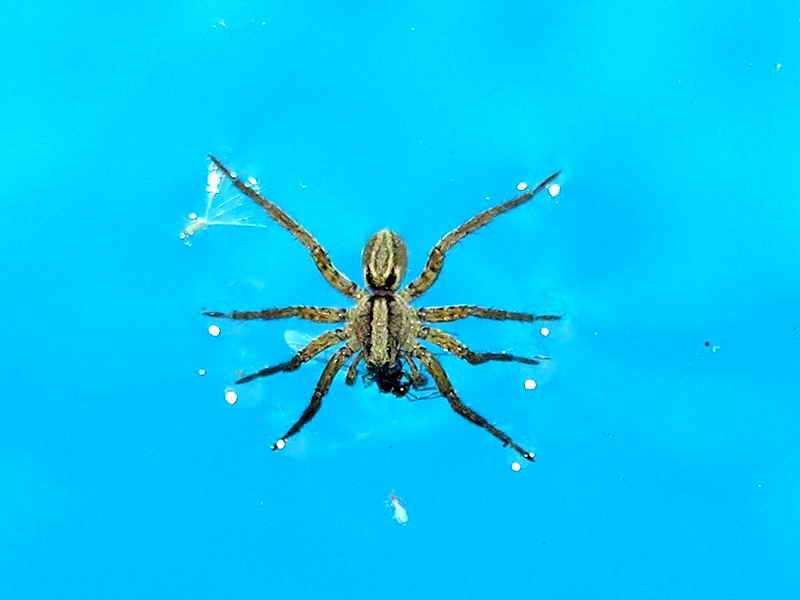

## Dottertaxa tillAlopecosa, i alfabetisk ordning[1][2]
- Alopecosa accentuata
- Alopecosa aculeata
- Alopecosa akkolka
- Alopecosa albofasciata
- Alopecosa albostriata
- Alopecosa albovittata
- Alopecosa alpicola
- Alopecosa andesiana
- Alopecosa artenarensis
- Alopecosa atis
- Alopecosa auripilosa
- Alopecosa aurita
- Alopecosa azsheganovae
- Alopecosa balinensis
- Alopecosa barbipes
- Alopecosa beckeri
- Alopecosa camerunensis
- Alopecosa canaricola
- Alopecosa cedroensis
- Alopecosa chagyabensis
- Alopecosa charitonovi
- Alopecosa cinnameopilosa
- Alopecosa cronebergi
- Alopecosa cuneata
- Alopecosa cursor
- Alopecosa curtohirta
- Alopecosa disca
- Alopecosa dryada
- Alopecosa edax
- Alopecosa ermolaevi
- Alopecosa etrusca
- Alopecosa exasperans
- Alopecosa fabrilis
- Alopecosa fedotovi
- Alopecosa fuerteventurensis
- Alopecosa fulvastra
- Alopecosa galilaei
- Alopecosa gomerae
- Alopecosa gracilis
- Alopecosa grancanariensis
- Alopecosa hamata
- Alopecosa hermiguensis
- Alopecosa himalayaensis
- Alopecosa hingganica
- Alopecosa hirta
- Alopecosa hirtipes
- Alopecosa hoevelsi
- Alopecosa hokkaidensis
- Alopecosa huabanna
- Alopecosa hui
- Alopecosa humilis
- Alopecosa inimica
- Alopecosa inquilina
- Alopecosa irinae
- Alopecosa kalahariana
- Alopecosa kalavrita
- Alopecosa kaplanovi
- Alopecosa kasakhstanica
- Alopecosa kochi
- Alopecosa kratochvili
- Alopecosa kronebergi
- Alopecosa kulczynski
- Alopecosa kulczynskii
- Alopecosa kungurica
- Alopecosa kuntzi
- Alopecosa laciniosa
- Alopecosa lallemandi
- Alopecosa latifasciata
- Alopecosa leonhardii
- Alopecosa lessertiana
- Alopecosa licenti
- Alopecosa lindbergi
- Alopecosa linzhan
- Alopecosa litvinovi
- Alopecosa longicymbia
- Alopecosa madigani
- Alopecosa mariae
- Alopecosa moesta
- Alopecosa mojonia
- Alopecosa moriutii
- Alopecosa mutabilis
- Alopecosa nagpag
- Alopecosa nemurensis
- Alopecosa nenjukovi
- Alopecosa nigricans
- Alopecosa nitidus
- Alopecosa notabilis
- Alopecosa nybelini
- Alopecosa oahuensis
- Alopecosa obscura
- Alopecosa obsoleta
- Alopecosa orbisaca
- Alopecosa orotavensis
- Alopecosa osa
- Alopecosa osellai
- Alopecosa ovalis
- Alopecosa palmae
- Alopecosa pentheri
- Alopecosa pictilis
- Alopecosa pinetorum
- Alopecosa psammophila
- Alopecosa pseudocuneata
- Alopecosa pulverulenta
- Alopecosa raddei
- Alopecosa rapa
- Alopecosa reimoseri
- Alopecosa restricta
- Alopecosa roeweri
- Alopecosa rosea
- Alopecosa saurica
- Alopecosa schmidti
- Alopecosa sibirica
- Alopecosa simoni
- Alopecosa sokhondoensis
- Alopecosa solitaria
- Alopecosa solivaga
- Alopecosa spinata
- Alopecosa strandi
- Alopecosa striatipes
- Alopecosa sublimbata
- Alopecosa subrufa
- Alopecosa subsolitaria
- Alopecosa subvalida
- Alopecosa sulzeri
- Alopecosa taeniata
- Alopecosa taeniopus
- Alopecosa thaleri
- Alopecosa trabalis
- Alopecosa tunetana
- Alopecosa turanica
- Alopecosa uiensis
- Alopecosa unguiculata
- Alopecosa upembania
- Alopecosa valida
- Alopecosa wenxianensis
- Alopecosa virgata
- Alopecosa volubilis
- Alopecosa xilinensis
- Alopecosa xiningensis
- Alopecosa xinjiangensis
- Alopecosa yamalensis
- Alopecosa zyuzini